# Алькантара, Селия
Селия Алькантара (исп. Clementina Angélica Palomero, известна как исп. Celia Alcántara) (19 декабря 1920, Карлос-Касарес, Аргентина — 27 мая 2005, Буэнос-Айрес, Аргентина) — аргентинский адвокат, писательница и сценаристка. Имя этой писательницы вписано золотыми буквами в историю аргентинского кинематографа и кинематографа всех латиноамериканских стран[стиль].

## Биография
Родилась 19 декабря 1920 года в Карлос Касарес.
С детства стала писать рассказы, которые становились всё более и более популярными у её родни. Затем она решила написать книгу, которая в итоге окажется настолько культовой и будет 6-7 раз экранизирована — «Просто Мария», после выхода которой кинороман стал ассоциироваться с ней. Всего она написала для ТВ 13 кинороманов — все они были экранизированы в Аргентине и Чили, а кинороман Просто Мария стал успешно шагать по многим латиноамериканским странам и дважды был экранизирован в Мексике.
Скончалась 27 мая 2005 года в Буэнос-Айресе.

## Экранизация произведений
1
Просто Мария (сериал, 2015—2016)
Simplemente María … рассказ
2
Просто Мария (сериал, 1989—1990)
Simplemente María … рассказ
3
Меня зовут Лара (сериал, 1987)
Mi nombre es Lara
4
Роза ... далеко (сериал, 1980)
Rosa… de lejos
5
Rosa de lejos (1980)
6
Пойдём вместе (сериал, 1975)
Ven conmigo … и адаптация, и рассказ
7
Чужак в деревне (сериал, 1973)
Extraño en su pueblo … и адаптация, и рассказ
8
Просто Мария (1972)
Simplemente María
9
Просто Мария (сериал, 1970 — …)
Simplesmente Maria
10
Просто Мария (сериал, 1969)
Simplemente María
11
Просто Мария (сериал, 1969)
Simplemente María